# غاستون بيل
غاستون بيل (بالإنجليزية: Gaston Bell)‏ هو ممثل أمريكي، ولد في 27 سبتمبر 1877 في بوسطن في الولايات المتحدة، وتوفي في 13 ديسمبر 1963 في وودستوك ‏ في الولايات المتحدة.

## وصلات خارجية
- غاستون بيل على موقع IMDb (الإنجليزية)
- غاستون بيل على موقع قاعدة بيانات برودواي على الإنترنت (الإنجليزية)
- غاستون بيل على موقع قاعدة بيانات الفيلم (الإنجليزية)